# Laid Back (Gregg Allman)
| Recensione                        | Giudizio    |
| --------------------------------- | ----------- |
| AllMusic                          | [ 3 ]       |
| Robert Christgau                  | B           |
| The New Rolling Stone Album Guide | [ 5 ]       |
| Sputnikmusic                      | 3.7 (Great) |
| Dizionario del Pop-Rock           | [ 7 ]       |

Laid Back è il primo album discografico come solista di Gregg Allman, pubblicato dalla casa discografica Capricorn Records nel novembre del 1973.

## Tracce
Lato A
1. Midnight Rider – 4:26 (Gregg Allman)
2. Queen of Hearts – 6:14 (Gregg Allman)
3. Please Call Home – 2:40 (Gregg Allman)
4. Don't Mess Up a Good Thing – 4:20 (Oliver Sain)

Lato B
1. These Days – 3:54 (Jackson Browne)
2. Multi-Colored Lady – 4:51 (Gregg Allman)
3. All My Friends – 4:28 (Scott Boyer)
4. Will the Circle Be Unbroken – 4:48 (Tradizionale; arrangiamento di Gregg Allman e Johnny Sandlin)

## Musicisti
- Gregg Allman - voce, organo, chitarra acustica
- Tommy Talton - chitarra acustica, chitarra elettrica, chitarra slide, dobro, tambourine
- Scott Boyer - chitarra acustica, chitarra elettrica, chitarra steel, pianoforte elettrico
- Buzzy Feiten - chitarra elettrica
- Jimmy Nalls - chitarra elettrica
- Chuck Leavell - pianoforte acustico, pianoforte elettrico, vibrafono
- Paul Hornsby - clavinet, organo
- David Newman (David "Fathead" Newman) - sassofono
- Charlie Hayward - basso
- Johnny Sandlin - basso
- David Brown - basso
- Bill Stewart - batteria
- Butch Trucks - cabasa
- Jaimoe (Jai Johanny Johanson) - congas
- Maeretha Stewart (B.G. Vocals) - accompagnamento vocale, cori
- Helene Miles (B.G. Vocals) - accompagnamento vocale, cori
- Hilda Harris (B.G. Vocals) - accompagnamento vocale, cori
- Albert Robinson (B.G. Vocals) - accompagnamento vocale, cori
- Carl Hall (B.G. Vocals) - accompagnamento vocale, cori
- June McGruder (B.G. Vocals) - accompagnamento vocale, cori
- Lynda November (B.G. Vocals) - accompagnamento vocale, cori
- Eileen Gilbert (B.G. Vocals) - accompagnamento vocale, cori
- Emily Houston (B.G. Vocals) - accompagnamento vocale, cori

Note aggiuntive
- Johnny Sandlin e Gregg Allman - produttori (per la Capricorn Records by Special Arrangement with Phil Walden and Associates Inc.)
- Strumenti ad arco, strumenti a fiato e B.G. Vocals (cori), registrati al Record Plant di New York
- Jim Reeves - ingegnere delle registrazioni (Record Plant)
- Frank Hubach - assistente ingegnere delle registrazioni (Record Plant)
- Roy Cicala - ingegnere della registrazione (brano: These Days)
- Danny Tuberville - assistente ingegnere della registrazione (brano: These Days)
- Registrazioni effettuate al Capricorn Sound Studios di Macon, Georgia (Stati Uniti)
- Johnny Sandlin, Ovie Sparks e Buddy Thornton - ingegneri delle registrazioni
- Johnny Sandlin e Ovie Sparks - ingegneri del remixaggio
- Masterizzazione effettuata al Sterling Sound di New York
- George Marino - ingegnere della masterizzazione
- Abdul Mati Klarwein - dipinto copertina
- Peter Harron e James F. Higgins - fotografie
- Strumenti ad arco e strumenti a fiato arrangiati da Ed Freeman
- Orchestra condotta da Ed Freeman
- Ringraziamenti speciali a: Ed Freeman, Robb Wilson, Phil Walden, Berry Oakley, Deering Howe, Bill Biuso e Mama A
- Quest'album è dedicato con amore a: Janice B. Allman[8]

## Classifica
Album
| Anno | Classifica          | Posizione raggiunta |
| ---- | ------------------- | ------------------- |
| 1974 | Billboard 200       | 13                  |
| 2018 | Internet Albums     | 17                  |
| 2019 | Tastemakers         | 16                  |
| 2019 | Catalog Album Sales | 14                  |